# 1980 PB3
1980 PB3 är en asteroid i huvudbältet som upptäcktes den 8 augusti 1980 av Royal Observatory Edinburgh, med hjälp av Siding Spring-observatoriet.
Asteroiden har en diameter på ungefär 27 kilometer.